# Пуерто-Серрано
Пуерто-Серрано (ісп. Puerto Serrano) — муніципалітет в Іспанії, у складі автономної спільноти Андалусія, у провінції Кадіс. Населення — 7116 осіб (2010).
Муніципалітет розташований на відстані близько 420 км на південний захід від Мадрида, 80 км на північний схід від Кадіса.
На території муніципалітету розташовані такі населені пункти: (дані про населення за 2010 рік)
- Посо-Амарго: 1 особа
- Пуерто-Серрано: 7115 осіб

## Демографія
Динаміка населення (INE ):

## Галерея зображень

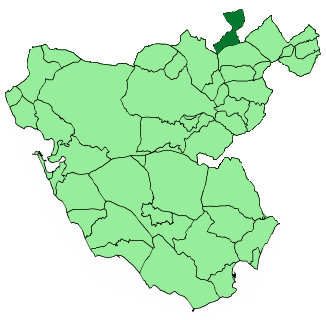
Розташування муніципалітету у провінції Кадіс
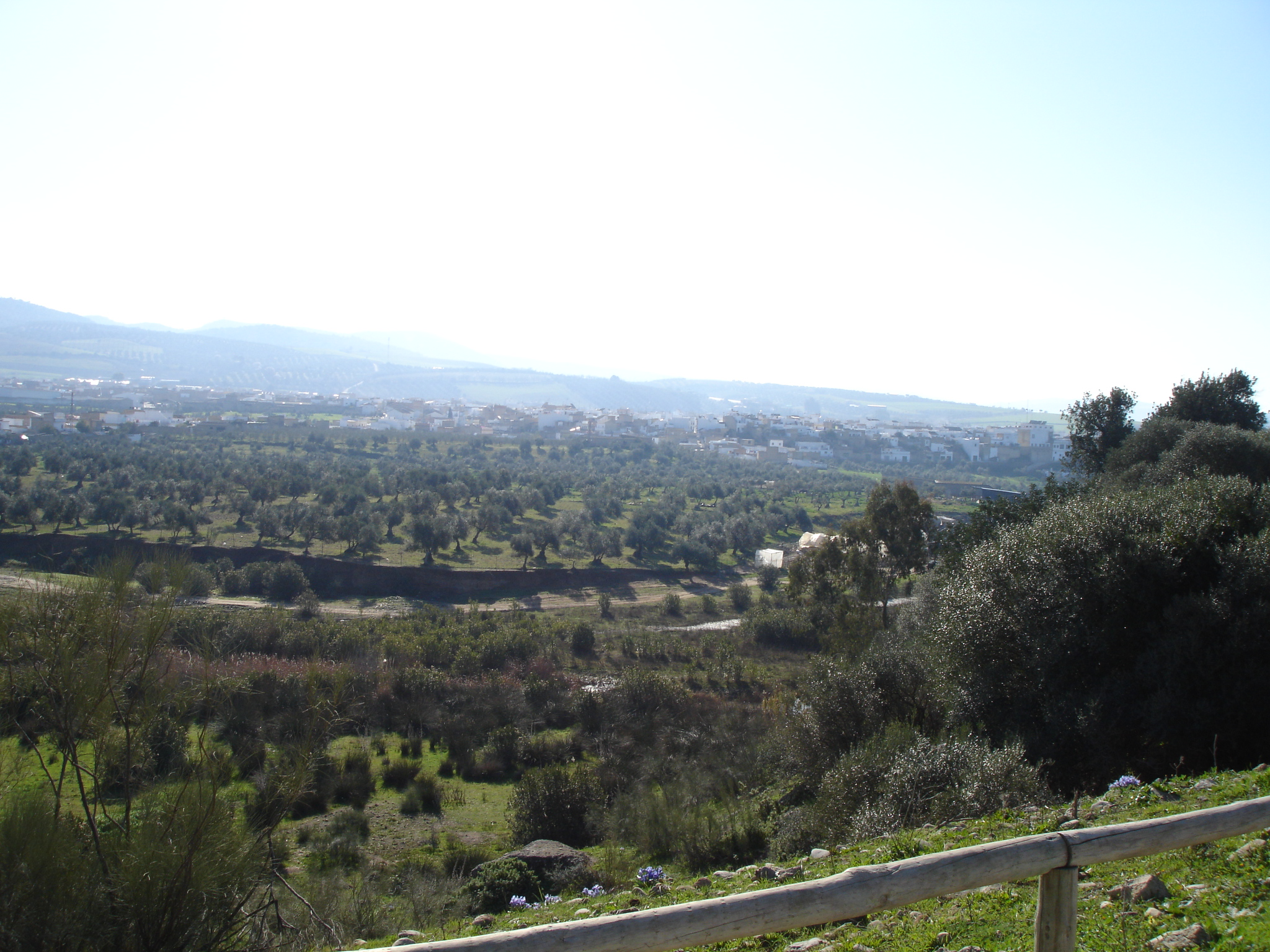
Пуерто-Серрано